# Saint-Georges-la-Pouge
Saint-Georges-la-Pouge – miejscowość i gmina we Francji, w regionie Nowa Akwitania, w departamencie Creuse.
Według danych na rok 1990 gminę zamieszkiwało 328 osób, a gęstość zaludnienia wynosiła 14 osób/km² (wśród 747 gmin Limousin Saint-Georges-la-Pouge plasuje się na 338. miejscu pod względem liczby ludności, natomiast pod względem powierzchni na miejscu 278.).